# South Charleston (Ohio)
South Charleston és una població dels Estats Units a l'estat d'Ohio. Segons el cens del 2000 tenia 1.850 habitants.

## Demografia
Segons el cens del 2000, South Charleston tenia 1.850 habitants, 732 habitatges, i 519 famílies. La densitat de població era de 549,5 habitants/km².
Dels 732 habitatges en un 37,8% hi vivien nens de menys de 18 anys, en un 53% hi vivien parelles casades, en un 13,1% dones solteres, i en un 29% no eren unitats familiars. En el 25,8% dels habitatges hi vivien persones soles l'11,5% de les quals corresponia a persones de 65 anys o més que vivien soles. El nombre mitjà de persones vivint en cada habitatge era de 2,53 i el nombre mitjà de persones que vivien en cada família era de 3,02.
Per edats la població es repartia de la següent manera: un 28,8% tenia menys de 18 anys, un 9,5% entre 18 i 24, un 28,2% entre 25 i 44, un 21% de 45 a 60 i un 12,5% 65 anys o més.
L'edat mediana era de 34 anys. Per cada 100 dones de 18 o més anys hi havia 82,2 homes.
La renda mediana per habitatge era de 38.352 $ i la renda mediana per família de 46.364 $. Els homes tenien una renda mediana de 32.685 $ mentre que les dones 23.813 $. La renda per capita de la població era de 16.940 $. Aproximadament el 7% de les famílies i el 8,4% de la població estaven per davall del llindar de pobresa.

## Poblacions més properes
El següent diagrama mostra les poblacions més properes.